# Lactistica
Lactistica is een geslacht van vlinders van de familie sikkelmotten (Oecophoridae), uit de onderfamilie Oecophorinae.

## Soorten
- L. geranodes Meyrick, 1907
- L. pentoni Stringer, 1928